# Ibrahim Afellay
Ibrahim Afellay (arabul: براهيم افيلاي) (Utrecht, 1986. április 2. –) marokkói származású visszavonult holland válogatott középpályás.

## Pályafutása

### PSV
2004. február 4-én a NAC Breda ellen kupamérkőzésen lépett először pályára a PSV Eindhoven színeiben. Első bajnoki mérkőzése tíz nappal később, február 14-én az Twente ellen volt.
A 2004–2005-ös szezonban hét mérkőzésen játszott. Május 15-én a Feyenoord ellen megszerezte első góljait a holland élvonalban, amikor kétszer is betalált a rotterdamiak kapujába.

### Barcelona
2011 januárjában igazolta le a katalán alakulat 3 millió euróért.

### Schalke 04
2012. augusztus 31-én, a nyári átigazolási szezon utolsó napján Afellayt egy évre kölcsönvette a Bundesligában szereplő, és a Bajnokok Ligájában is induló Schalke 04 csapata. Huub Stevens, a Schalke vezetőedzője így kommentálta a transzfert: „Különleges képességekkel rendelkezik, a pálya több pontján is bevethető játékos”.

### Stoke City
Szerződése lejártával ingyen érkezett a Barcelonától, 2015. július 28-án.

### Válogatottként
Marokkói származása miatt választhatott, hogy melyik ország válogatottjában szerepeljen. Mind a két ország szövetségi kapitánya megkereste és végül Hollandia mellett döntött. Bemutatkozására a szlovénok elleni Európa-bajnoki selejtező mérkőzésen került sor 2007. március 28-án.

## Sikerei, díjai
- PSV Eindhoven:
  - Holland bajnok: 2005, 2006, 2007, 2008
  - Holland kupagyőztes: 2005
  - Holland szuperkupa-győztes: 2008
- Az év hollandiai labdarúgó tehetsége: 2007

## Karrierje statisztikái

### Klubcsapatokban
| Szezon  | Klub        | Ország        | Bajnokság      | Mérkőzések | Gólok |
| ------- | ----------- | ------------- | -------------- | ---------- | ----- |
| 2003–04 | PSV         | Hollandia     | Eredivisie     | 2          | 0     |
| 2004–05 | PSV         | Hollandia     | Eredivisie     | 7          | 2     |
| 2005–06 | PSV         | Hollandia     | Eredivisie     | 23         | 2     |
| 2006–07 | PSV         | Hollandia     | Eredivisie     | 27         | 6     |
| 2007–08 | PSV         | Hollandia     | Eredivisie     | 24         | 2     |
| 2008–09 | PSV         | Hollandia     | Eredivisie     | 28         | 13    |
| 2009–10 | PSV         | Hollandia     | Eredivisie     | 29         | 4     |
| 2010-11 | Barcelona   | Spanyolország | BBVA-liga      | 16         | 1     |
| 2011-12 | Barcelona   | Spanyolország | BBVA-liga      | 4          | 0     |
| 2012-13 | Schalke     | Németország   | Bundesliga     | 10         | 2     |
| 2013-14 | Barcelona   | Spanyolország | BBVA-Liga      | 1          | 0     |
| 2014-15 | Olimbiakósz | Görögország   | Szuperliga     | 19         | 4     |
| 2015-16 | Stoke       | Anglia        | Premier League | 0          | 0     |
|         |             |               | Összesen       | 190        | 36    |

## Külső hivatkozások
- Statisztikái
- Profilja a skysports.com honlapon